# Paronychia suffruticosa
Paronychia suffruticosa är en nejlikväxtart. Paronychia suffruticosa ingår i släktet prasselörter, och familjen nejlikväxter.

## Underarter
Arten delas in i följande underarter:
- P. s. hirsuta
- P. s. suffruticosa